# Maorineta sulcata
Maorineta sulcata is een spinnensoort uit de familie hangmatspinnen (Linyphiidae). De soort komt voor in Nieuw-Zeeland.